# Bitva u Sokolova
Bitva u Sokolova proběhla 8. a 9. března 1943 poblíž vesnice Sokolovo (rusky: Соколово, Sokolovo; ukrajinsky: Соколове, Sokolove). 
Koncem února 1943 po mohutných ofenzívách Rudé armády ve Velké vlastenecké válce došlo k zastavení jejího postupu. V prostoru ukrajinského Charkova neměli Sověti souvisle pokrytou frontu, čehož využili Němci a vrhli se do protiútoku (viz Třetí bitva o Charkov). A právě zde se ve vesnici Sokolovo poblíž Zmijeva odehrála bitva 1. čs. samostatného praporu s jednotkami wehrmachtu.

## Situace před bitvou
Vojáci 1. čs. samostatného praporu byli přepraveni z výcvikového tábora Buzuluk do železniční stanice Valujki, odkud vyrazili na 350kilometrový pochod do Charkova, protože dále již byly železnice zcela zničené. Pochodovalo se v noci, jelikož přes den hrozily nálety letadel Luftwaffe. Do právě osvobozeného Charkova se prapor dostal 1. března 1943. Zde si vojáci odpočinuli a 2. března po půlnoci vyrazili k dalšímu pochodu do prostoru Sokolova. Tam dostali svůj první bojový úkol – udržet postavení na linii nově budované obrany na řece Mža. Přístupy k Sokolovu bránil v první linii v osadě Taranovka sovětský 78. gardový střelecký pluk, který bojoval s obrovskou přesilou Němců. A tak se mohli čs. vojáci dobře připravit na blížící se útok a provádět opevňovací práce. Problémem bylo, že řeka Mža byla zamrzlá, a proto nebylo těžké, aby se přes ni dostaly německé tanky. Velitel praporu Ludvík Svoboda tedy rozhodl, že se jedna rota přesune před řeku Mžu, kde zaujme ve vesnici Sokolovo vysunuté obranné postavení. K tomuto úkolu se přihlásil velitel první roty, nadporučík Otakar Jaroš. Vesnice byla dobře opevněna, k posílení obrany byly Jarošovi přiděleny dva sovětské protitankové kanóny. Dalšími podpůrnými prostředky bylo těžké dělostřelectvo a raketomety, umístěné za řekou Mža, a deset sovětských tanků T-34, které sloužily jako záloha k protiútoku. Od 6. března čs. průzkumné oddíly několikrát narazily na Němce a při přestřelkách jich několik zastřelily. Byla to předzvěst rozhodujícího útoku.

## Vlastní bitva

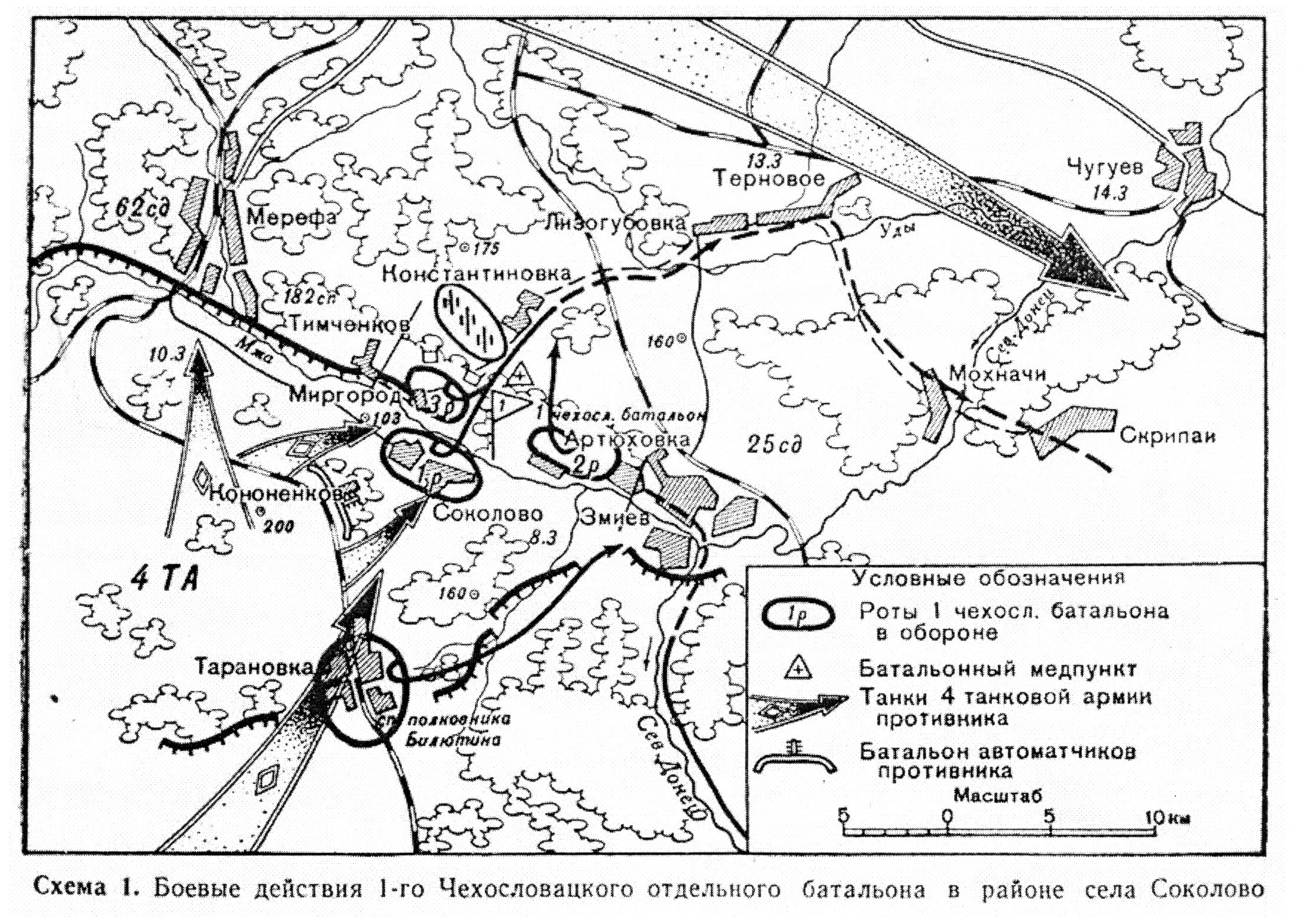
Mapka bitvy u Sokolova

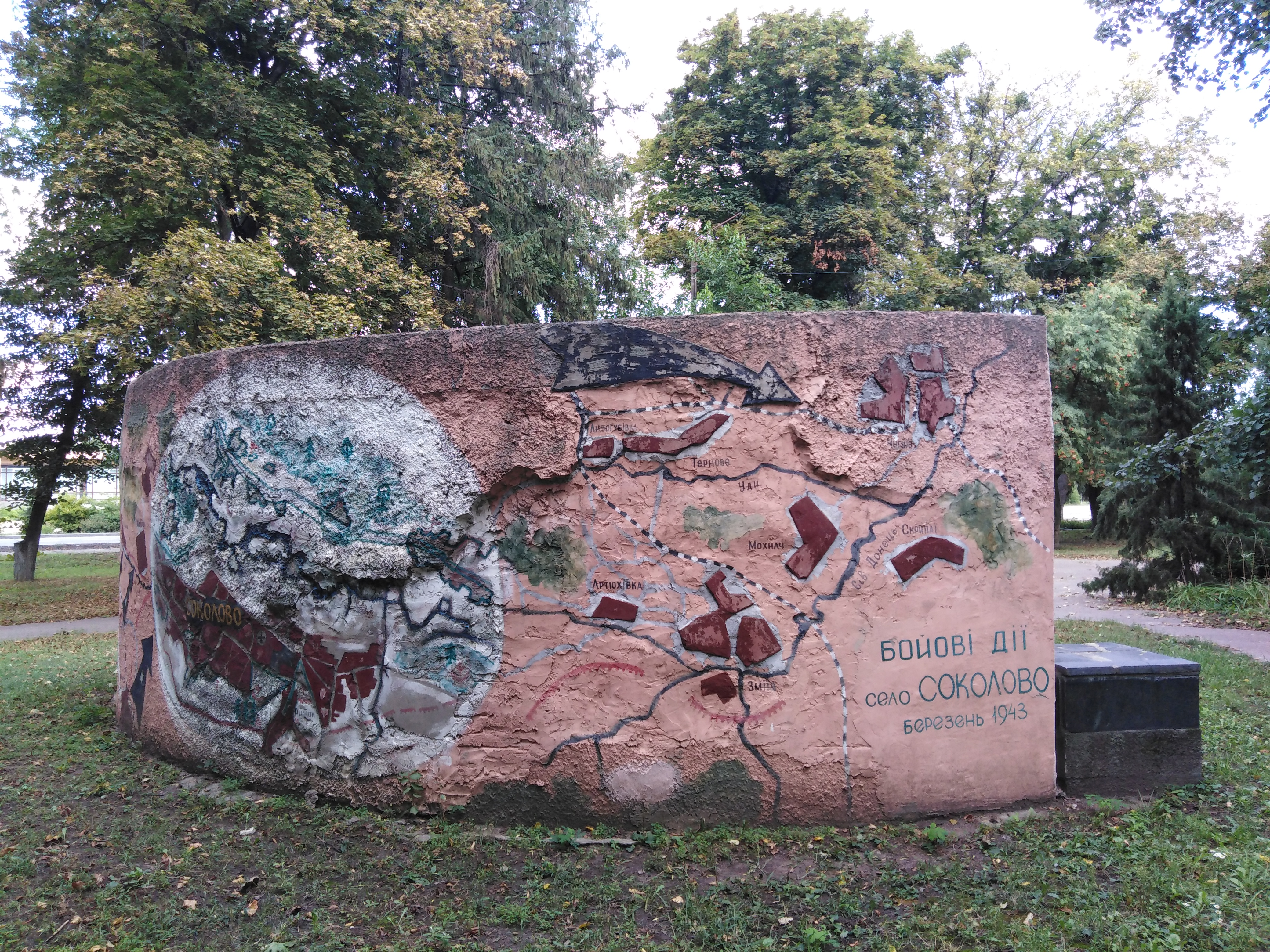
Nezapomenutelný znak, ohýbající oddanost kolegům vesničanům. Zadní strana s naturalistickou mapou bitvy. Vesnice Sokolove, ulice Otakar Yarosh

Dne 8. března 1943 v 11.00 hod. německého času, tedy asi ve 13.00 hod času moskevského zahájily jednotky 1. praporu pluku tankových granátníků 4 a motocyklový oddíl 6 postup na Sokolovo. Silná obranná palba 1. čs. praporu ze Sokolova a severního břehu Mži však donutila útočníky zastavit útok a stáhnout se zpět. Intenzita obranné palby totiž předčila německé očekávání. Zde je rozpor v čase útoku, který české prameny uvádějí v 13.30 hod. a tvrzení, že se jednalo o průzkum bojem, při kterém měly tři tanky zůstat na bojišti jako léčka a pomocí dýmovnic předstírat zničení a zaměřit se na čs. protitankové zbraně. Na základě svědectví lze rozhodně vyloučit, že se jednalo pouze o průzkum bojem.
O dvě hodiny později začal druhý útok. Němci již měli sokolovskou obranu rozkrytou a po přeskupení vojsk zaútočili z jiného směru, čímž se jim podařilo Čechoslováky zaskočit. 1. čs. samostatný polní prapor ztratil jedno ze dvou protitankových děl a těžký kulomet. Poté se rozhořel krutý boj, při kterém se však čs. vojáci nezalekli postupujících nepřátelských jednotek a snažili se je ničit protitankovými puškami a protitankovými granáty. Jelikož protitankové pušky neměly účinnost probít čelní pancíře německých obrněnců, stříleli do pásů nebo z boku a do prostoru motoru. Čs. vojáci odrazili několik útoků pěchoty, ale německá přesila byla veliká. Kolem páté hodiny odpolední vojáci zaujali kruhovou obranu kolem sokolovského kostela. Ludvík Svoboda se rozhodl, že vyšle do protiútoku sovětské tanky. Pod prvním z nich se při přejezdu přes řeku probořil led, takže v podpoře první roty nebylo možné pokračovat. Tato událost však byla dobrou zprávou pro bránící se československá a sovětská vojska – bylo jasné, že německá tanková vojska již nemohou z chodu překročit řeku, protože led rychle taje. Svoboda tedy kolem sedmé hodiny nařídil, aby se vojáci bojující v Sokolovu stáhli za řeku. V důsledku minometného ostřelování bylo přerušeno telefonní vedení, byla zničena i radiostanice. Rozkaz k ústupu se tak do Sokolova nedostal. Stejně tak se tam nepodařilo proniknout spojkám, které byly německými vojáky zlikvidovány. A tak u sokolovského kostela pokračoval hrdinný boj, ve kterém čs. vojáci dokazovali své kvality i svoji statečnost. Padl nadporučík Otakar Jaroš, který dostal zásah v okamžiku, kdy se chystal hodit na německý obrněnec protitankový granát, nebo zástupce velitele obrany Sokolova nadporučík Jaroslav Lohrer-Lom. Další teorie o Jarošově smrti hovoří o tom, že byl zraněný a přejel ho německý transportér.
Po setmění prudké boje ustaly, ústup čs. vojáků ze Sokolova probíhal celou noc. Čechoslováci tak splnili svůj bojový úkol, který zněl: nepustit Němce přes řeku Mžu. Němci však v bojových rozkazech měli za cíl pouze dobýt Sokolovo, další postup neměli v plánu, dokud nebyla dobyta jižněji položená Taranovka.

## Skončení bojů
Boje ještě pokračovaly 9. března, kdy dvě čs. roty podnikly protiútok na Sokolovo, při němž Němci utrpěli další ztráty. Dne 11. března zachytili čs. radisté německou zprávu, díky které byl odhalen německý protiútok. Sovětské dělostřelectvo zahájilo do místa soustředění Němců palbu a útočící jednotky rozprášilo. Po prolomení obranných pozic jižně pod Charkovem hrozilo 1. čs. samostatnému praporu obklíčení, a tak se vydal na taktický ústup. Tragicky skončil osud čs. zraněných a zajatých vojáků. Čeští vojáci totiž věděli, že jako občané protektorátu mohou být za údajnou „vlastizradu“ popraveni, a tak se do zajetí dostávali v drtivé většině jen z důvodu zranění či bezvědomí. Těžce ranění Čechoslováci, kteří byli hospitalizováni v nemocnici v Charkově, byli po obsazení města Němci 14. března 1943 nemilosrdně postříleni. Z dvaceti zajatých jich pět Němci odvezli do protektorátu k propagandistickým účelům, poté byli patrně totálně nasazeni v Říši, jeden z nich byl po válce internován v sovětském pracovním táboře, gulagu.
Počáteční personál československé armády byl silně složen z židovských uprchlíků, ale po osvobození Ukrajiny bylo odvedeno do armády i mnoho volyňských Čechů, což vedlo k nárůstu antisemitismu. Svoboda se tyto nálady pokusil „zklidnit“ vykonstruovaným procesem s (židem) Maxmilianem Holzerem, který byl obviňován z porážky u Sokolova, kde byl Svoboda hlavním svědkem. Holzer byl odsouzen k trestu smrti, ale „dobrovolně“ nastoupil do trestní jednotky, kam byl údajně poslán s poznámkou, že se živý nevrátí. (25. 11. 1944 byl zastřelen.) Na tiskové konferenci v roce 1963 Svoboda tvrdil, že k tomuto incidentu došlo kvůli nedorozumění.

## Odraz bitvy v politice a kultuře
V komunistickém Československu byla bitva využívána jako propagandistický nástroj. Probíhaly její velkolepé oslavy, přičemž se jednalo o komunistickou propagandu „věčného“ a nerozborného přátelství Československa se Sovětským svazem; na konkrétní hrdiny však bylo zapomínáno. Pouze jeden z nich, Otakar Jaroš, který byl in memoriam povýšen na kapitána a jako první cizinec posmrtně vyznamenán titulem „Hrdina Sovětského svazu", byl naopak zcela neoprávněně označován „mladý komunista“, i když tento prvorepublikový důstojník neměl s komunisty nic společného.
Názory účastníků bitvy, které by narušily propagandistický obraz o bitvě, mohly být v Česku publikovány až po pádu komunismu. Artur Alter se vyjádřil takto:
| „ | V průběhu tří dnů padlo a bylo zraněno na 500 vojáků, většinou židovských. Plukovník Svoboda nás tehdy použil jako strategických pokusných králíků v boji proti Němcům.“ | “ |

Ještě tvrději se vyjádřil Karel Hahn:
| „ | Považuji bitvu za velký debakl. Bylo to velmi neodpovědné, poslat lidi s obyčejnými puškami proti německým tankům a motorizovaným vojskům. Ruská podpora pozůstávala jen z několika děl, ale Rusové byli první, kteří z boje utekli. Morálku a celistvost naší jednotky udržoval více kapitán Lomský než Svoboda. To, co se o tom všem potom oficiálně psalo, to už byly vykonstruované legendy, kterých bylo třeba z propagačních důvodů. | “ |

Navzdory zpochybňování některých událostí či bagatelizování této historické bitvy se historikové na základě historických dokumentů ztotožňují s jejím oficiálním výkladem a Armáda České republiky se k odkazu této bitvy hrdě hlásí.
Na památku těchto událostí se „Po vzoru sokolovských hrdinů za další budovatelské úspěchy, za světový mír“ konaly pravidelné místní, okresní, krajské a celostátní Sokolovské závody branné zdatnosti – SZBZ. Tyto sportovně výchovné závody vedené v „Tradici našich hrdinů od Sokolova“ zpočátku organizovaly sokolské obce až do jejich rozpuštění v roce 1956. Od tohoto roku byly organizovány národním sportovním svazem tzv. Svazarmem – (svazem pro spolupráci s armádou) – konkrétně ústředním výborem v Praze. Tyto závody jednotlivců a tříčlenných hlídek od 15 let probíhaly často ve sněhu první víkend v březnu a celostátních přeborů se zúčastňovala i zahraniční družstva.

### Pojmenování ulic a dalších míst

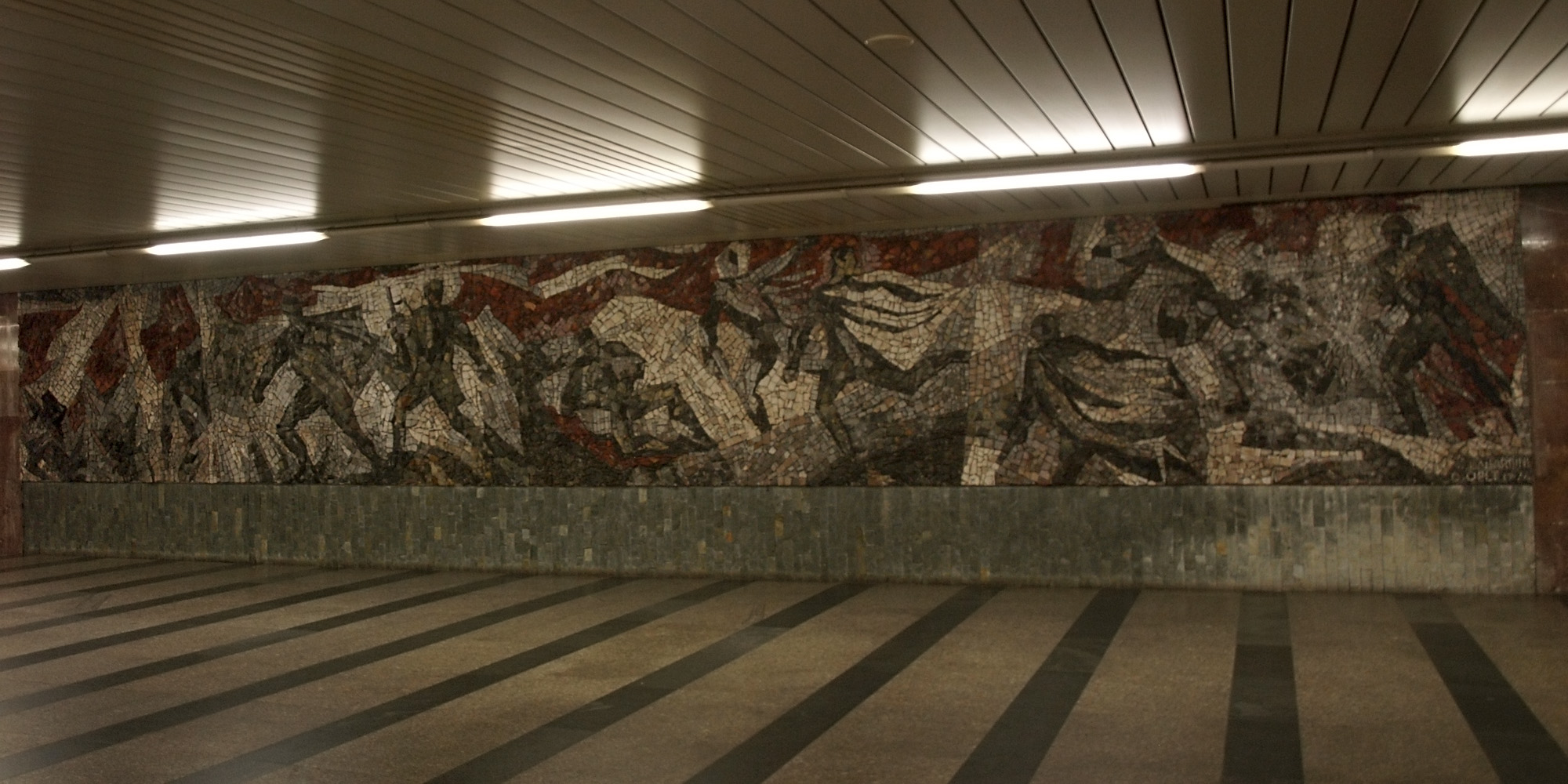
Mozaika zobrazující bitvu u Sokolova ve stanici metra Florenc (dříve Sokolovská)

Po válce, a zejména v letech výročí bitvy, byly na řadě míst v Československu pojmenovány ulice na památku bitvy u Sokolova. Některé z nich sice byly po listopadu 1989 z politických důvodů přejmenovány, přesto se ulice Sokolovská stále vyskytuje ve zhruba třech desítkách českých a desítce slovenských měst.
Již v roce 1948 bylo u příležitosti 5. výročí bitvy přejmenováno město Falknov na Sokolov. Tento název je používán dodnes. (Což může být zdrojem nedorozumění, kde se vlastně bitva odehrála.[zdroj?])
Nová stanice pražského metra, dokončená v roce 1974 mezi ulicí Sokolovská a autobusovým nádražím na Florenci, byla pojmenována Sokolovská a vyzdobena mozaikou zobrazující bitvu u Sokolova (stanice byla přejmenována v roce 1990).

### Sokolovo ve filmu a beletrii
V roce 1974 režisér Otakar Vávra natočil dvojdílný film Sokolovo, který je také silně poplatný době svého vzniku.
Pro děti téma bitvy u Sokolova zpracoval z retrospektivy Miroslav Ivanov v příběhu Kluci od Uralu (kniha Všude čeká dobrodružství, Albatros : Praha, 1975).

### Rekonstrukce bitvy
V letech 2008 a 2013 se při příležitosti 65. a 70. výročí uskutečnila rekonstrukce bitvy u Sokolova. Osobně se jí zúčastnili i veteráni, kteří zde osobně bojovali, například plukovnice v.v. Marie Ljalková či generál Alexander Beer.